# Robert Wilson (regissör)
Robert "Bob" Wilson, född 4 oktober 1941 i Waco, Texas, död 31 juli 2025 i Water Mill i Suffolk County på Long Island, New York, var en amerikansk teaterregissör, dramatiker, scenograf och konstnär.

## Biografi
Robert Wilson började med att studera företagsekonomi vid University of Texas i Austin men 1962 flyttade han till New York där han 1965 tog en Bachelor of Fine Arts i inredningsarkitektur och konst vid Pratt Institute. Han är framförallt känd som regissör och är som sådan internationellt verksam. Hans stil brukar beskrivas som avantgardistisk. 1969 startade han den experimentella teatergruppen Byrd Hoffmann Foundation i SoHo där han iscensatte terapeutisk teater med autistiska barn. Aktörerna varierade i ålder från fyra till nittio års ålder och hade olika bakgrund. Performanceföreställningarna var ovanligt långa och kunde vara från fyra till tolv timmar, den längsta pågick under sju dagar. Han hyllades tidigt för sitt visuella scenspråk och innovativa ljus- och ljuddesign. Föreställningarna bestod av tablåer som kunde växlas oändligt långsamt och han eftersträvade kontemplation snarare än dramatisk aktion. Deafman Glance från 1970 blev med sin minimalistiska surrealism hans internationella genombrott. Den 12 timmar långa The Life and Times of Joseph Stalin som framfördes av 140 aktörer hade premiär på Brooklyn Academy of Music och turnerade internationellt, bland annat gästspelade den på Det Ny Teater i Köpenhamn. Hans mest kända uppsättning är operan Einstein on the Beach, tonsatt av Philip Glass. Föreställningen som räknas som ett nyckelverk hade urpremiär på Avignonfestivalen 1976. Förutom med Philip Glass har han samarbetat med konstnärer som Tom Waits, Heiner Müller, Susan Sontag, Jessye Norman och Lou Reed. Från början av 1980-talet har Wilson framförallt varit verksam i Europa, främst i Tyskland. Han har då tagit sig an klassiker med professionella skådespelare på framstående teatrar, men med samma estetik som tidigare och har därmed blivit en förgrundsfigur inom postdramatisk teater. Han har också regisserat opera, bland annat Richard Wagners Nibelungens ring. Vid sidan av sina mer än 100 teateruppsättningar har han varit osedvanligt produktiv som bildkonstnär. Bland priser han tilldelats kan nämnas det europeiska teaterpriset Premio Europa 1997.
Robert Wilson har gästregisserat två gånger på Stockholms stadsteater. 1998 satte han upp Ett drömspel av August Strindberg och 2001 Tre systrar av Anton Tjechov.